# Tonight (canción de Kesha)
«Tonight» es una canción de la cantante estadounidense Kesha. Se lanzó como el cuarto sencillo de su cuarto álbum de estudio High Road el 28 de enero de 2020.

## Antecedentes y promoción
El 21 de octubre de 2019, se estrenó en su canal de YouTube un avance del álbum High Road. En él, se presentaron fragmentos de «Tonight», junto con otras canciones del álbum («Raising Hell», «My Own Dance», «High Road»). Kesha publicó un video en su cuenta de TikTok, que muestra a ella y al coguionista Wrabel sincronizando los labios y bailando en la pista.
La canción se estrenó como el cuarto sencillo de High Road el 28 de enero de 2020, 3 días antes del lanzamiento del álbum. Durante su fiesta de Halloween, patrocinada por Jack Daniels, hizo una vista previa de la canción a los asistentes a la fiesta. En la descripción del álbum en Apple Music, Kesha escribió sobre la canción: «Cuando comencé a hacer el disco, no estaba tan segura de cuán honesto podría ser sobre quién soy y dónde estoy en mi vida, este es un tema para mis fanáticos, porque han estado allí para mí a través de todos lo que he atravesado y solo quería que supieran que he vuelto y que estoy lista para tener una noche increíble y esta noche es la noche para hacer esto. Con esto quería abrir el álbum».

## Composición
«Tonight» es una composición electropop bass-bumping. Comienza como una balada pop suave, impulsada por el piano, antes de lanzarse a un colapso de hip hop y EDM con una línea de bajo baja y un ritmo zumbido. Kesha declaró que el tema es una canción de celebración"sobre joder lo que tengo.  La canción hizo comparaciones con muchos trabajos diferentes.

## Presentaciones en vivo
Kesha interpretó «Tonight» durante el Live with Kelly and Ryan después de su presentación en los Oscar. Durante la actuación, 6 bailarines de respaldo con ropa colorida estuvieron presentes, mientras que la cantante llevaba un accesorio de lágrima con joyas.

## Historial de lanzamiento
| País      | Fecha               | Formato                     | Discográfica    | Ref    |
| --------- | ------------------- | --------------------------- | --------------- | ------ |
| Varios    | 28 de enero de 2020 | Descarga digital, Streaming | Kemosabe, RCA   | [ 16 ] |
| Australia | 31 de enero de 2020 | Contemporary hit radio      | Sony Music, RCA | [ 17 ] |